# L'Olimpiade
L'Olimpiade (Olympiaden) är en opera seria i tre akter med musik av Giovanni Battista Pergolesi och libretto av Pietro Metastasio.

## Historia
Pergolesis sista opera seria byggde på ett av Metastasios mest populära libretton som hade tonsatts av många andra kompositörer såsom Leonardo Leo, Antonio Caldara, Antonio Vivaldi och Domenico Cimarosa. Pergolesi återanvände fyra arior från Adriano in Siria och gav dem ny text. En annan aria från Adriano, "Torbido in volto e nero", användes med originaltexten. Ouvertyrerna (eller sinfonias) till de båda operorna är också identiska. Premiären var under karnevalstiden 1735 på Teatro Tordinona i Rom.

## Personer
- Kung Clistene av Sikyon (tenor)
- Aristea (soprankastrat)
- Argene (soprankastrat)
- Licida (soprankastrat)
- Megacle (soprankastrat)
- Aminta (tenor)
- Alcandro (kontraaltkastrat)

## Handling
Kung Clistene har lovat bort sin dotter Aristea till vinnaren av antikens olympiska spel. Licida älskar Aristea men har ingen chans att vinna spelen. Därför ber han Megacle att tävla i hans ställe. Men Megacle älskar också Aristea och slits mellan kärlek och vänskap. Han väljer det senare. Argene älskar i sin tur Licida och berättar för kungen om fusket varpå kung Clistene förvisar Licida från riket. Licida försöker mörda kungen och döms till döden. Men Argene lyckas frambringa ett halsband som visar att Licida är Clistenes son. Slutligen kan Megacle gifta sig med Aristea och Licida med Argene.